# Saint-Yvi
Saint-Yvi is een gemeente in het Franse departement Finistère (regio Bretagne). De plaats maakt deel uit van het arrondissement Quimper. Saint-Yvi telde op 1 januari 2022 3.418 inwoners.
Voor 12 september 2005 werd de naam als Saint-Ivy geschreven. Saint-Ivy was het resultaat van een schrijffout door het INSEE die gedurende lange tijd onaangepast bleef. Ook de spelling Saint-Yvy kwam voor, hoewel die nooit officieel is geweest.

## Geografie
De oppervlakte van Saint-Yvi bedroeg op 1 januari 2022 27,05 vierkante kilometer; de bevolkingsdichtheid was toen 126,4 inwoners per km².

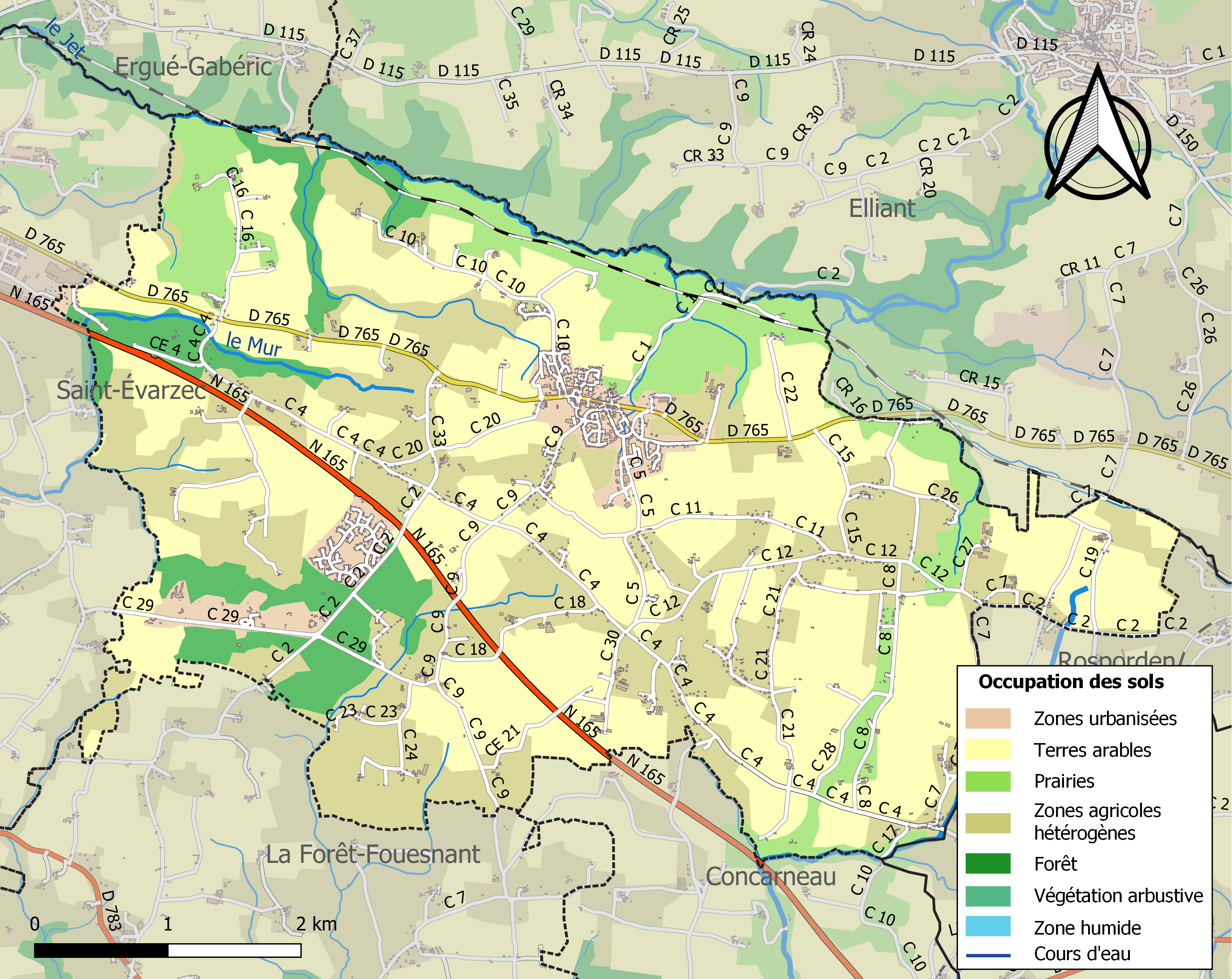
Kaart van de gemeente met belangrijkste infrastructuur, bodemgebruik en omliggende gemeenten

## Demografie
Onderstaande figuur toont het verloop van het inwonertal (bron: INSEE-tellingen).